# Martin XB-16
Martin XB-16 (Model 145) – niezrealizowany projekt amerykańskiego bombowca dalekiego zasięgu będącego projektem wytwórni Glenn L. Martin Company.

## Historia
W lutym 1934 roku Sztab Generalny Departamentu Wojny przeznaczył sumę 609 300 USD na program budowy samolotu bombowego określanego mianem hemisphere defender, samolotu przeznaczonego do obrony kontynentu amerykańskiego, zdolnego również do działań na Hawajach i Panamie. 14 kwietnia 1934 roku United States Army Air Corps ogłosił konkurs na projekt nowego ciężkiego bombowca charakteryzującego się zasięgiem 3 200 km, zdolnego do przenoszenia 900 kg bomb z prędkością 322 km/h. Projekt znany jest pod oznaczeniem Project A. 12 maja 1934 roku rozpoczęto negocjacje z dwiema wytwórniami, których projekty zostały zgłoszone do konkursu. Boeingiem, który zaoferował swoją konstrukcję oznaczoną jako Boeing XB-15 (Model 294) oraz Martin, który zaprojektował samolot oznaczony pierwotnie jako Model 145. Maszyna była wolnonośnym, jednokadłubowym, dolnopłatem, napędzanym czterema tłokowymi silnikami Allison V-1710-3. Usterzenie składało się z dużego statecznika poziomego i dwóch stateczników pionowych zamontowanych na jego końcach. 29 czerwca 1934 roku, United States Army Air Corps podpisało z Boeingiem wstępną umowę na budowę prototypu bombowca oznaczonego jako XBLR-1 (w lipcu 1936 roku oznaczenie zmieniono na XB-15), podtrzymując jednak nadal zainteresowanie konstrukcją Martina na wypadek niepowodzenia Boeinga. W 1935 roku Martin radykalnie zmodyfikował swoją konstrukcję. Tym razem zaprezentowano maszynę dwukadłubową napędzaną sześcioma silnikami V-1710-3. Cztery z nich zamontowane były w krawędzi natarcia skrzydła. Pod drugiej stronie płata, na krawędzi spływu skrzydła, naprzeciwko zewnętrznych silników ciągnących zamontowano pozostałe dwie jednostki napędowe pełniące rolę silników pchających. Skrzydło zostało wydłużone, pomiędzy dwiema belkami znajdowała się duża gondola kadłubowa, w której umieszczono kabinę załogi bombowca. Podwozie bombowca było chowane, trójpodporowe z przednim podparciem. Podwozie główne ze zdwojonymi kołami. Nowy projekt otrzymał oznaczenia XB-16A. Maszyna nie znalazła uznania w oczach decydentów US Army Air Corps. Uznano, że tak awangardowa konstrukcja będzie zbyt droga i sprawiająca trudności w eksploatacji a zastosowane w maszynie silniki Allison nie zapewniały konstrukcji wymaganej mocy na dużych wysokościach. Cały program budowy XB-16 został anulowany.